# Audre minuscula
Audre minuscula är en fjärilsart som beskrevs av Eugenio Giacomelli 1911. Audre minuscula ingår i släktet Audre och familjen Riodinidae. Inga underarter finns listade i Catalogue of Life.